# Nazionale maschile under 21 di calcio dell'Albania
La Nazionale di calcio dell'Albania Under-21 è la rappresentativa calcistica Under-21 maschile di calcio della Federata Shqiptare e Futbollit, il cui nome ufficiale è Nazionale Under-21, che rappresenta l'Albania nelle varie competizioni ufficiali o amichevoli riservate alle squadre nazionali Under-21, ed è posta sotto l'egida della federazione calcistica albanese.
Partecipa al campionato europeo di categoria, che si tiene ogni due anni.

## Partecipazioni ai tornei internazionali

### Europeo U-21
- 1978: Non partecipante
- 1980: Non partecipante
- 1982: Non partecipante
- 1984: Quarti di finale
- 1986: Non qualificata
- 1988: Non qualificata
- 1990: Non qualificata
- 1992: Non qualificata
- 1994: Non qualificata
- 1996: Non partecipante
- 1998: Non qualificata
- 2000: Non qualificata
- 2002: Non qualificata
- 2004: Non qualificata
- 2006: Non qualificata
- 2007: Non qualificata
- 2009: Non qualificata
- 2011: Non qualificata
- 2013: Non qualificata
- 2015: Non qualificata
- 2017: Non qualificata
- 2019: Non qualificata
- 2021: Non qualificata

## Partite dal 2014 ad oggi
| Cronologia completa delle presenze e delle reti in nazionale ― Albania under 21 | Cronologia completa delle presenze e delle reti in nazionale ― Albania under 21 | Cronologia completa delle presenze e delle reti in nazionale ― Albania under 21 | Cronologia completa delle presenze e delle reti in nazionale ― Albania under 21 | Cronologia completa delle presenze e delle reti in nazionale ― Albania under 21 | Cronologia completa delle presenze e delle reti in nazionale ― Albania under 21 | Cronologia completa delle presenze e delle reti in nazionale ― Albania under 21 | Cronologia completa delle presenze e delle reti in nazionale ― Albania under 21 |
| Data                                                                            | Città                                                                           | In casa                                                                         | Risultato                                                                       | Ospiti                                                                          | Competizione                                                                    | Reti                                                                            | Note                                                                            |
| ------------------------------------------------------------------------------- | ------------------------------------------------------------------------------- | ------------------------------------------------------------------------------- | ------------------------------------------------------------------------------- | ------------------------------------------------------------------------------- | ------------------------------------------------------------------------------- | ------------------------------------------------------------------------------- | ------------------------------------------------------------------------------- |
| 8-10-2014                                                                       | Buzău                                                                           | Romania under 21                                                                | 3 – 1                                                                           | Albania under 21                                                                | Amichevole                                                                      | V. Muriqi                                                                       | All:S. Gega Cap:T. Strakosha                                                    |
| 23-1-2015                                                                       | Kiev                                                                            | Ucraina under 21                                                                | 2 – 0                                                                           | Albania under 21                                                                | Amichevole                                                                      | -                                                                               | All:S. Gega Cap:-                                                               |
| 28-3-2015                                                                       | Vaduz                                                                           | Liechtenstein under 21                                                          | 0 – 2                                                                           | Albania under 21                                                                | Qual. Europeo Under-21 2017                                                     | L. Latifi R. Manaj                                                              | All:S. Gega Cap:A. Rrahmani                                                     |
| 16-6-2015                                                                       | Sollentuna                                                                      | Svezia under 21                                                                 | 4 – 1                                                                           | Albania under 21                                                                | Amichevole                                                                      | A. Avdijaj                                                                      | All:S. Gega Cap:T. Strakosha                                                    |
| 3-9-2015                                                                        | Tirana                                                                          | Albania under 21                                                                | 1 – 1                                                                           | Israele under 21                                                                | Qual. Europeo Under-21 2017                                                     | E. Çekiçi (rig.)                                                                | All:R. Jupi Cap:E. Gavazaj                                                      |
| 8-9-2015                                                                        | Tirana                                                                          | Albania under 21                                                                | 1 – 6                                                                           | Portogallo under 21                                                             | Qual. Europeo Under-21 2017                                                     | M. Rashica                                                                      | All:R. Jupi Cap:A. Rrahmani                                                     |
| 13-10-2015                                                                      | Felcsút                                                                         | Ungheria under 21                                                               | 2 – 2                                                                           | Albania under 21                                                                | Qual. Europeo Under-21 2017                                                     | R. Manaj L. Latifi                                                              | All:R. Jupi Cap:T. Strakosha                                                    |
| 12-11-2015                                                                      | Arouca                                                                          | Portogallo under 21                                                             | 4 – 0                                                                           | Albania under 21                                                                | Qual. Europeo Under-21 2017                                                     | -                                                                               | All:R. Jupi Cap:T. Strakosha                                                    |
| 16-11-2015                                                                      | Tirana                                                                          | Albania under 21                                                                | 2 – 0                                                                           | Liechtenstein under 21                                                          | Qual. Europeo Under-21 2017                                                     | L. Latifi Q. Laçi                                                               | All:R. Jupi Cap:T. Strakosha                                                    |
| 24-3-2016                                                                       | Elbasan                                                                         | Albania under 21                                                                | 0 – 0                                                                           | Grecia under 21                                                                 | Qual. Europeo Under-21 2017                                                     | -                                                                               | All:R. Jupi Cap:T. Strakosha                                                    |
| 28-3-2016                                                                       | Elbasan                                                                         | Albania under 21                                                                | 2 – 1                                                                           | Ungheria under 21                                                               | Qual. Europeo Under-21 2017                                                     | R. Manaj H. Prenga                                                              | All:R. Jupi Cap:T. Strakosha                                                    |
| 20-5-2016                                                                       | Zell am See                                                                     | Rep. Ceca under 21                                                              | 1 – 1                                                                           | Albania under 21                                                                | Amichevole                                                                      | M. Uzuni                                                                        | All:R. Jupi Cap:H. Prenga                                                       |
| 23-5-2016                                                                       | Mittersill                                                                      | Rep. Ceca under 21                                                              | 1 – 1                                                                           | Albania under 21                                                                | Amichevole                                                                      | E. Çekiçi                                                                       | All:R. Jupi Cap:H. Prenga                                                       |
| 10-8-2016                                                                       | San Benedetto del Tronto                                                        | Italia under 21                                                                 | 0 – 0                                                                           | Albania under 21                                                                | Amichevole                                                                      | -                                                                               | All:R. Jupi Cap:T. Strakosha                                                    |
| 2-9-2016                                                                        | Atene                                                                           | Grecia under 21                                                                 | 2 – 1                                                                           | Albania under 21                                                                | Qual. Europeo Under-21 2017                                                     | L. Latifi                                                                       | All:R. Jupi Cap:T. Strakosha                                                    |
| 10-10-2016                                                                      | Petah Tiqwa                                                                     | Israele under 21                                                                | 4 – 0                                                                           | Albania under 21                                                                | Qual. Europeo Under-21 2017                                                     | -                                                                               | All:R. Jupi Cap:A. Teqja                                                        |
| 25-3-2017                                                                       | Elbasan                                                                         | Albania under 21                                                                | 0 – 0                                                                           | Moldavia under 21                                                               | Amichevole                                                                      | -                                                                               | All:A. Bushi Cap:E. Çekiçi                                                      |
| 27-3-2017                                                                       | Tirana                                                                          | Albania under 21                                                                | 2 – 0                                                                           | Moldavia under 21                                                               | Amichevole                                                                      | K. Abazaj B. Bytyqi                                                             | All:A. Bushi Cap:Q. Laçi                                                        |
| 5-6-2017                                                                        | Tirana                                                                          | Albania under 21                                                                | 0 – 3                                                                           | Francia under 21                                                                | Amichevole                                                                      | -                                                                               | All:A. Bushi Cap:E. Çekiçi                                                      |
| 12-6-2017                                                                       | Elbasan                                                                         | Albania under 21                                                                | 0 – 0                                                                           | Estonia under 21                                                                | Qual. Europeo Under-21 2019                                                     | -                                                                               | All:A. Bushi Cap:K. Bare                                                        |
| 31-8-2017                                                                       | Lurgan                                                                          | Irlanda del Nord under 21                                                       | 1 – 0                                                                           | Albania under 21                                                                | Qual. Europeo Under-21 2019                                                     | -                                                                               | All:A. Bushi Cap:K. Bare                                                        |
| 4-9-2017                                                                        | Reykjavík                                                                       | Islanda under 21                                                                | 2 – 3                                                                           | Albania under 21                                                                | Qual. Europeo Under-21 2019                                                     | 2 K. Abazaj F. Durmishaj                                                        | All:A. Bushi Cap:Y. Ramadani                                                    |
| 10-10-2017                                                                      | Elbasan                                                                         | Albania under 21                                                                | 0 – 0                                                                           | Islanda under 21                                                                | Qual. Europeo Under-21 2019                                                     | -                                                                               | All:A. Bushi Cap:K. Bare                                                        |
| 10-11-2017                                                                      | Tirana                                                                          | Albania under 21                                                                | 1 – 1                                                                           | Irlanda del Nord under 21                                                       | Qual. Europeo Under-21 2019                                                     | Y. Ramadani                                                                     | All:A. Bushi Cap:K. Bare                                                        |
| 23-3-2018                                                                       | Tirana                                                                          | Albania under 21                                                                | 2 – 3                                                                           | Slovacchia under 21                                                             | Qual. Europeo Under-21 2019                                                     | 2 R. Manaj                                                                      | All:A. Bushi Cap:K. Bare                                                        |
| 27-3-2018                                                                       | Žilina                                                                          | Slovacchia under 21                                                             | 4 – 1                                                                           | Albania under 21                                                                | Qual. Europeo Under-21 2019                                                     | R. Manaj                                                                        | All:A. Bushi Cap:R. Manaj                                                       |
| 28-5-2018                                                                       | Elbasan                                                                         | Albania under 21                                                                | 0 – 2                                                                           | Bosnia ed Erzegovina under 21                                                   | Amichevole                                                                      | -                                                                               | All:A. Bushi Cap:K. Bare                                                        |
| 5-6-2018                                                                        | Elbasan                                                                         | Albania under 21                                                                | 3 – 2                                                                           | Bielorussia under 21                                                            | Amichevole                                                                      | 2 E. Sahiti S. Shefiti                                                          | All:A. Bushi Cap:T. Seferi                                                      |
| 8-6-2018                                                                        | Elbasan                                                                         | Albania under 21                                                                | 1 – 1                                                                           | Bielorussia under 21                                                            | Amichevole                                                                      | G. Selmani                                                                      | All:A. Bushi Cap:T. Seferi                                                      |
| 6-9-2018                                                                        | Cordova                                                                         | Spagna under 21                                                                 | 3 – 0                                                                           | Albania under 21                                                                | Qual. Europeo Under-21 2019                                                     | -                                                                               | All:A. Bushi Cap:K. Bare                                                        |
| 11-9-2018                                                                       | Cagliari                                                                        | Italia under 21                                                                 | 3 – 1                                                                           | Albania under 21                                                                | Amichevole                                                                      | G. Vrioni                                                                       | All:A. Bushi Cap:K. Bare                                                        |
| 11-10-2018                                                                      | Tirana                                                                          | Albania under 21                                                                | 0 – 1                                                                           | Spagna under 21                                                                 | Qual. Europeo Under-21 2019                                                     | -                                                                               | All:A. Bushi Cap:K. Bare                                                        |
| 16-10-2018                                                                      | Pärnu                                                                           | Estonia under 21                                                                | 2 – 2                                                                           | Albania under 21                                                                | Qual. Europeo Under-21 2019                                                     | 2 T. Seferi                                                                     | All:A. Bushi Cap:K. Bare                                                        |
| 16-11-2018                                                                      | Elbasan                                                                         | Albania under 21                                                                | 2 – 0                                                                           | Malta under 21                                                                  | Amichevole                                                                      | R. Hebaj O. Imeri (rig.)                                                        | All:A. Bushi Cap:L. Maloku                                                      |
| 19-11-2018                                                                      | Scutari                                                                         | Albania under 21                                                                | 3 – 2                                                                           | Malta under 21                                                                  | Amichevole                                                                      | S. Shefiti 2 R. Hebaj (1 rig.)                                                  | All:A. Bushi Cap:L. Maloku                                                      |
| 23-3-2019                                                                       | Elbasan                                                                         | Albania under 21                                                                | 1 – 2                                                                           | Turchia under 21                                                                | Qual. Europeo Under-21 2021                                                     | S. Tafa                                                                         | All:A. Bushi Cap:S. Kallaku                                                     |
| 26-3-2019                                                                       | Andorra la Vella                                                                | Andorra under 21                                                                | 2 – 2                                                                           | Albania under 21                                                                | Qual. Europeo Under-21 2021                                                     | O. Imeri D. Sula                                                                | All:A. Bushi Cap:S. Kallaku                                                     |
| 7-6-2019                                                                        | Istanbul                                                                        | Turchia under 21                                                                | 2 – 2                                                                           | Albania under 21                                                                | Qual. Europeo Under-21 2021                                                     | L. Maloku E. Bullari                                                            | All:A. Bushi Cap:S. Kallaku                                                     |
| 9-6-2019                                                                        | Tirana                                                                          | Albania under 21                                                                | 2 – 1                                                                           | Galles under 21                                                                 | Amichevole                                                                      | 2 A. Broja                                                                      | All:A. Bushi Cap:A. Kolaj                                                       |
| 11-6-2019                                                                       | Durazzo                                                                         | Albania under 21                                                                | 3 – 1                                                                           | Galles under 21                                                                 | Amichevole                                                                      | E. Bullari E. Mala A. Broja                                                     | All:A. Bushi Cap:S. Kallaku                                                     |
| 5-9-2019                                                                        | Amiens                                                                          | Francia under 21                                                                | 4 – 0                                                                           | Albania under 21                                                                | Amichevole                                                                      | -                                                                               | All:A. Bushi Cap:G. Selmani                                                     |
| 9-9-2019                                                                        | Durazzo                                                                         | Albania under 21                                                                | 0 – 4                                                                           | Austria under 21                                                                | Qual. Europeo Under-21 2021                                                     | -                                                                               | All:A. Bushi Cap:G. Selmani                                                     |
| 15-10-2019                                                                      | Elbasan                                                                         | Albania under 21                                                                | 2 – 1                                                                           | Kosovo under 21                                                                 | Qual. Europeo Under-21 2021                                                     | S. Tafa A. Muçolli                                                              | All:A. Bushi Cap:S. Kallaku                                                     |
| 15-11-2019                                                                      | Scutari                                                                         | Albania under 21                                                                | 0 – 3                                                                           | Inghilterra under 21                                                            | Qual. Europeo Under-21 2021                                                     | -                                                                               | All:A. Bushi Cap:S. Kallaku                                                     |
| Totale                                                                          |                                                                                 | Presenze                                                                        | 44                                                                              |                                                                                 | Reti                                                                            | 48                                                                              |                                                                                 |

## Rosa attuale
Lista dei giocatori convocati per la partita valida per le qualificazioni agli Europei Under-21 del 2021 contro l'Inghilterra Under-21 del 15 novembre 2019.
Presenze e reti aggiornate al 15 novembre 2019.
| 1  | P | Gentian Selmani   | 9 marzo 1998      | 14 | 1; -25 | Boluspor            |  |  |
| 12 | P | Andrea Hoxha      | 28 settembre 1999 | 4  | -6     | Villingen           |  |  |
| 23 | P | Romeo Harizaj     | 26 settembre 1998 | 1  | -1     | Dinamo Tirana       |  |  |
|    |   |                   |                   |    |        |                     |  |  |
| 2  | D | Marsel Ismajlgeci | 14 marzo 2000     | 0  | 0      | Tirana              |  |  |
| 3  | D | Jon Mersinaj      | 8 febbraio 1999   | 6  | 0      | Lokomotiva Zagabria |  |  |
| 5  | D | Shaqir Tafa       | 14 novembre 1998  | 23 | 2      | Piacenza            |  |  |
|    | D | Jorgo Pëllumbi    | 15 luglio 2000    | 6  | 0      | Varaždin            |  |  |
| 16 | D | Sergio Kalaj      | 28 gennaio 2000   | 2  | 0      | Carrarese           |  |  |
| 21 | D | Geraldo Bajrami   | 24 settembre 1999 | 6  | 0      | Kidderminster       |  |  |
| 13 | D | Masimiliano Doda  | 17 novembre 2000  | 1  | 0      | Palermo             |  |  |
|    |   |                   |                   |    |        |                     |  |  |
| 6  | C | Juljan Shehu      | 6 settembre 1998  | 8  | 0      | Laçi                |  |  |
| 8  | C | Jurgen Çelhaka    | 6 dicembre 2000   | 0  | 0      | Legia Varsavia      |  |  |
| 10 | C | Sherif Kallaku    | 1º marzo 1998     | 14 | 0      | Teuta               |  |  |
| 15 | C | Eridon Qardaku    | 10 agosto 2000    | 1  | 0      | Bylis Ballsh        |  |  |
| 17 | C | Arbin Zejnullai   | 15 febbraio 1999  | 7  | 0      | Lokomotiva Zagabria |  |  |
| 18 | C | Enis Çokaj        | 23 febbraio 1999  | 2  | 0      | Lokomotiva Zagabria |  |  |
| 20 | C | Esat Mala         | 18 ottobre 1998   | 11 | 1      | Partizani Tirana    |  |  |
|    |   |                   |                   |    |        |                     |  |  |
| 7  | A | Omar Imeri        | 13 dicembre 1999  | 7  | 2      | Bodrumspor          |  |  |
| 9  | A | Din Sula          | 2 marzo 1998      | 3  | 1      | Virton              |  |  |
| 11 | A | Aristidi Kolaj    | 9 aprile 1999     | 7  | 0      | Alessandria         |  |  |
| 14 | A | Indrit Tuçi       | 14 settembre 2000 | 1  | 0      | Lokomotiva Zagabria |  |  |
| 19 | A | Redon Xhixha      | 14 luglio 1998    | 6  | 0      | Tirana              |  |  |

### Staff tecnico
- Commissario Tecnico:  Alban Bushi
- Vice-Allenatore:  Laze Haxhia
- Team Manager: ?
- Preparatore dei portieri:  Alfred Osmani
- Preparatore atletico:  Iris Selimi
- Medico sociale:  Blerta Humolli
- Fisioterapista:  Gledi Rexha
- Fisioterapista:  Edison Koçi
- Magazziniere:  Roland Rarani

## Record individuali
Aggiornato al 15 novembre 2019.
- In (grassetto) i giocatori ancora in attività in Nazionale.

### Record di presenze
| Pos. | Nome             | Periodo   | Presenze | Reti |
| ---- | ---------------- | --------- | -------- | ---- |
| 1.   | Sokol Kacani     | 2003-2006 | 23       | 2    |
| 5.   | Shaqir Tafa      | 2017-     | 23       | 2    |
| 2.   | Amarildo Belisha | 2001-2004 | 21       | 0    |
| 2.   | Qazim Laçi       | 2015-2018 | 21       | 1    |
| 4.   | Endri Çekiçi     | 2015-2018 | 20       | 2    |
| 5.   | Keidi Bare       | 2015-2018 | 19       | 0    |
| 7.   | Bruno Lulaj      | 2014-2016 | 18       | 0    |
| 8.   | Thomas Strakosha | 2013-2016 | 17       | 0    |
| 9.   | Renato Arapi     | 2005-2008 | 16       | 0    |
| 10.  | Xhevahir Sukaj   | 2007-2009 | 15       | 6    |
| 10.  | Ervin Llani      | 2003-2005 | 15       | 0    |
| 12.  | Erion Hoxhallari | 2014-2016 | 14       | 0    |
| 12.  | Denis Boshnjaku  | 2004-2007 | 14       | 2    |
| 12.  | Vangjel Mile     | 2006-2008 | 14       | 1    |
| 12.  | Enea Koliçi      | 2006-2008 | 14       | 0    |

### Record di reti
| Pos. | Nome           | Periodo   | Reti | Pres. |
| ---- | -------------- | --------- | ---- | ----- |
| 1.   | Odise Roshi    | 2009-2011 | 7    | 12    |
| 2.   | Xhevahir Sukaj | 2007-2009 | 6    | 15    |
| 2.   | Armando Sadiku | 2011-2012 | 6    | 7     |
| 2.   | Rey Manaj      | 2015-2018 | 6    | 9     |
| 5.   | Bekim Balaj    | 2009-2012 | 4    | 13    |
| 5.   | Nevian Çani    | 2006-2007 | 4    | 8     |
| 5.   | Liridon Latifi | 2015-2016 | 4    | 12    |
| 8.   | Kristal Abazaj | 2017-2018 | 3    | 10    |
| 8.   | Rubin Hebaj    | 2017-2018 | 3    | 9     |
| 10.  | Endri Çekiçi   | 2015-2018 | 2    | 20    |
| 10.  | Vasil Shkurtaj | 2009-2014 | 2    | 13    |
| 10.  | Vilfor Hysa    | 2010-2012 | 2    | 6     |
| 10.  | Omar Imeri     | 2018-     | 2    | 7     |
| 10.  | Emir Sahiti    | 2018-     | 2    | 11    |
| 10.  | Shefit Shefiti | 2018-2019 | 2    | 7     |

## Tutti i Commissari Tecnici
- Refik Resmja (1973-1974)
- Ramazan Rragami (1983-1984)
- Bahri Ishka (1992-1993)
- Hasan Lika (2001)
- Vasillaq Zëri (2001)
- Bujar Kasmi (2001)
- Hasan Lika (2004-2005)
- Artan Bushati (2005-2011)
- Skënder Gega (2011-2015)
- Redi Jupi (2015-2016)
- Alban Bushi (2016-oggi)

## Statistiche allenatori
Aggiornate al 15 novembre 2019.
| Commissario Tecnico | Periodo             | Partite | Vittorie | Pareggi | Sconfitte |
| ------------------- | ------------------- | ------- | -------- | ------- | --------- |
| Artan Bushati       | nov. 2005-ott. 2011 | 27      | 6        | 7       | 14        |
| Skënder Gega        | ott. 2011-giu. 2015 | 18      | 3        | 3       | 12        |
| Redi Jupi           | ago. 2015-ott. 2016 | 12      | 2        | 6       | 4         |
| Alban Bushi         | dic. 2016-          | 28      | 8        | 8       | 12        |
|                     | Totale              | 85      | 19       | 24      | 42        |